# Elezioni parlamentari in Islanda del 2024
Le elezioni parlamentari in Islanda del 2024 si sono tenute il 30 novembre per il rinnovo dell'Alþingi, il parlamento del paese.
Esse sono state indette in anticipo rispetto alla naturale scadenza della legislatura, prevista per il 2025, a causa di una crisi formatasi nel governo in carica su varie tematiche (specie l’immigrazione, la politica energetica e la politica estera), cosa che ha, conseguentemente, portato al suo crollo e all’indizione di quest’ultime.
Le elezioni, in un contesto generale di ampio rinnovamento del panorama politico precedente, hanno visto la vittoria, come confermato anche dalle iniziali proiezioni, dell’Alleanza Socialdemocratica (S), di centro-sinistra, che, con la conquista di 15 seggi, è così divenuta la formazione politica più grande in assemblea (sebbene un po' a discapito di Sinistra - Movimento Verde (VG), eco-socialista, che, avendo ottenuto il suo peggior risultato e nonostante fosse precedentemente  al governo, è conseguentemente divenuto extra-parlamentare, e del Partito Pirata (P), anch’esso divenuto extra-parlamentare). Parimenti, dall'altro lato dell'arco parlamentare, anche le altre due formazioni precedentemente al governo, il partito Partito dell'Indipendenza (D), di centro-destra, ed il Partito Progressista (B), ruralista, hanno visto rilevanti cali di consensi, ma mentre il primo, avendo ottenuto 14 seggi, si sia comunque difeso abbastanza bene, in tal contesto, da una preannunciata emorragia di consensi ben peggiore, l’altro, avendo ottenuto solo 5 seggi, ha di poco evitato il pericolo dello sbarramento parlamentare; nonostante ciò, da queste ultime due hanno comunque profittato principalmente una serie di fazioni precedentemente minoritarie, come il Partito di Centro (M), populista-conservatore, giunto a ben 8 seggi, il Partito del Popolo (F), populista-socialista, giunto a ben 10 seggi ma, soprattutto, Rinascita (C), liberale verde, giunto terzo con ben 11 seggi. Altresì interessanti, infine, sono state alcune variazioni di formazioni minori.

## Sistema elettorale
Per le elezioni parlamentari, la legge elettorale islandese (definita, in parte, anche dalla Costituzione dell'Islanda - Art. 31) prevede l’applicazione di un sistema proporzionale ed opzionale voto di preferenza, con una soglia di sbarramento al 5%.
Tuttavia, in questo contesto, solo 54 seggi sono assegnati sulla base di sei collegi plurinominali componenti il paese, poiché i restanti 9 sono assegnati, secondo lo stesso metodo, in base ai risultati ottenuti in un unico collegio nazionale, al fine di garantire la proporzionalità con il risultato elettorale. 
Per l’assegnazione, i voti sono tradotti in seggi secondo il metodo D'Hondt, tenendo conto di eventuali alterazioni dettate dalle preferenze.

## Sondaggi politici
D = Partito dell’Indipendenza, V = Sinistra - Movimento Verde, S = Alleanza Socialdemocratica, M = Partito di Centro, B = Partito Progressista, P = Partito Pirata, F = Partito del Popolo, C = Partito Riformista, J = Partito Socialista.

## Risultati
| Alleanza Socialdemocratica (S)   | 44 091  | 20,75 | 15 |  |  |  |
| Partito dell'Indipendenza (D)    | 41 143  | 19,36 | 14 |  |  |  |
| Rinascita (C)                    | 33 606  | 15,82 | 11 |  |  |  |
| Partito del Popolo (F)           | 29 288  | 13,78 | 10 |  |  |  |
| Partito di Centro (M)            | 25 700  | 12,10 | 8  |  |  |  |
| Partito Progressista (B)         | 16 578  | 7,80  | 5  |  |  |  |
| Partito Socialista Islandese (J) | 8 422   | 3,96  | —  |  |  |  |
| Partito Pirata (P)               | 6 411   | 3,02  | —  |  |  |  |
| Sinistra - Movimento Verde (VG)  | 4 974   | 2,34  | —  |  |  |  |
| Partito Democratico (L)          | 2 215   | 1,04  | —  |  |  |  |
| Futuro Responsabile (Y)          | 42      | 0,02  | —  |  |  |  |
| Totale                           | 212 470 | 100   | 63 |  |  |  |
|                                  |         |       |    |  |  |  |
| Schede bianche                   | 2 438   | 1,13  |    |  |  |  |
| Schede nulle                     | 308     | 0,14  |    |  |  |  |
| Votanti                          | 215 216 | 80,18 |    |  |  |  |
| Elettori                         | 268 422 |       |    |  |  |  |

| Riepilogo dei voti (+/- elezioni 2021)  | Riepilogo dei voti (+/- elezioni 2021) | Riepilogo dei voti (+/- elezioni 2021) | Riepilogo dei voti (+/- elezioni 2021) | Riepilogo dei voti (+/- elezioni 2021) | Riepilogo dei voti (+/- elezioni 2021) | Riepilogo dei voti (+/- elezioni 2021) |
| --------------------------------------- | -------------------------------------- | -------------------------------------- | -------------------------------------- | -------------------------------------- | -------------------------------------- | -------------------------------------- |
| Alleanza Socialdemocratica              | Alleanza Socialdemocratica             | Alleanza Socialdemocratica             |                                        |                                        | 20,75%                                 | ▲ 10,82                                |
| Partito dell'Indipendenza               | Partito dell'Indipendenza              | Partito dell'Indipendenza              |                                        |                                        | 19,36%                                 | ▼ 5,03                                 |
| Rinascita                               | Rinascita                              | Rinascita                              |                                        |                                        | 15,82%                                 | ▲ 8,49                                 |
| Partito del Popolo                      | Partito del Popolo                     | Partito del Popolo                     |                                        |                                        | 13,78%                                 | ▲ 4,93                                 |
| Partito di Centro                       | Partito di Centro                      | Partito di Centro                      |                                        |                                        | 12,10%                                 | ▲ 6,65                                 |
| Partito Progressista                    | Partito Progressista                   | Partito Progressista                   |                                        |                                        | 7,80%                                  | ▼ 9,47                                 |
| Partito Socialista Islandese            | Partito Socialista Islandese           | Partito Socialista Islandese           |                                        |                                        | 3,96%                                  | ▼ 0,14                                 |
| Partito Pirata                          | Partito Pirata                         | Partito Pirata                         |                                        |                                        | 3,02%                                  | ▼ 5,61                                 |
| Sinistra - Movimento Verde              | Sinistra - Movimento Verde             | Sinistra - Movimento Verde             |                                        |                                        | 2,34%                                  | ▼ 10,23                                |
| Partito Democratico                     | Partito Democratico                    | Partito Democratico                    |                                        |                                        | 1,04%                                  | Nuovo                                  |
| Futuro Responsabile                     | Futuro Responsabile                    | Futuro Responsabile                    |                                        |                                        | 0,02%                                  | ▼ 0,05                                 |
| Riepilogo dei seggi (+/- elezioni 2021) |                                        |                                        |                                        |                                        |                                        |                                        |
|                                         |                                        |                                        |                                        |                                        |                                        |                                        |
| VG                                      | 0                                      | ▼ 8                                    |                                        | S                                      | 15                                     | ▲ 9                                    |
| P                                       | 0                                      | ▼ 6                                    |                                        | F                                      | 10                                     | ▲ 4                                    |
| C                                       | 11                                     | ▲ 6                                    |                                        | B                                      | 5                                      | ▼ 8                                    |
| D                                       | 14                                     | ▼ 2                                    |                                        | M                                      | 8                                      | ▲ 5                                    |